# Chloraea barbata
Chloraea barbata är en orkidéart som beskrevs av John Lindley. Chloraea barbata ingår i släktet Chloraea och familjen orkidéer. Inga underarter finns listade i Catalogue of Life.